# الاکل، اذربایجان
الاکل (به لاتین: Alakol) یک منطقهٔ مسکونی در جمهوری آذربایجان است که در شهرستان تووز واقع شده‌است.

## خصوصیات
الاکل ۳٬۵۵۶ نفر جمعیت دارد.